# Världsstad

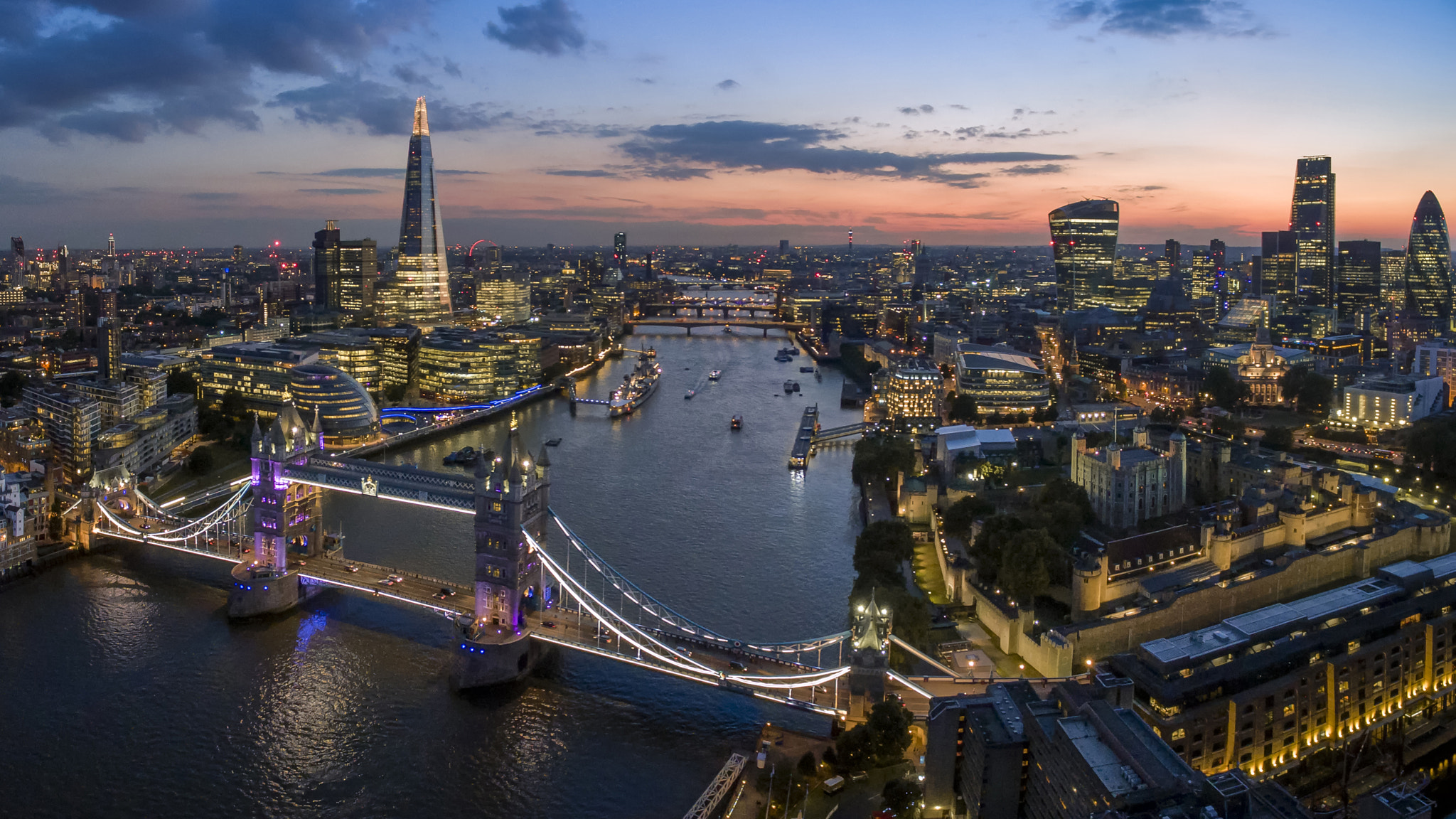
London, Storbritannien.

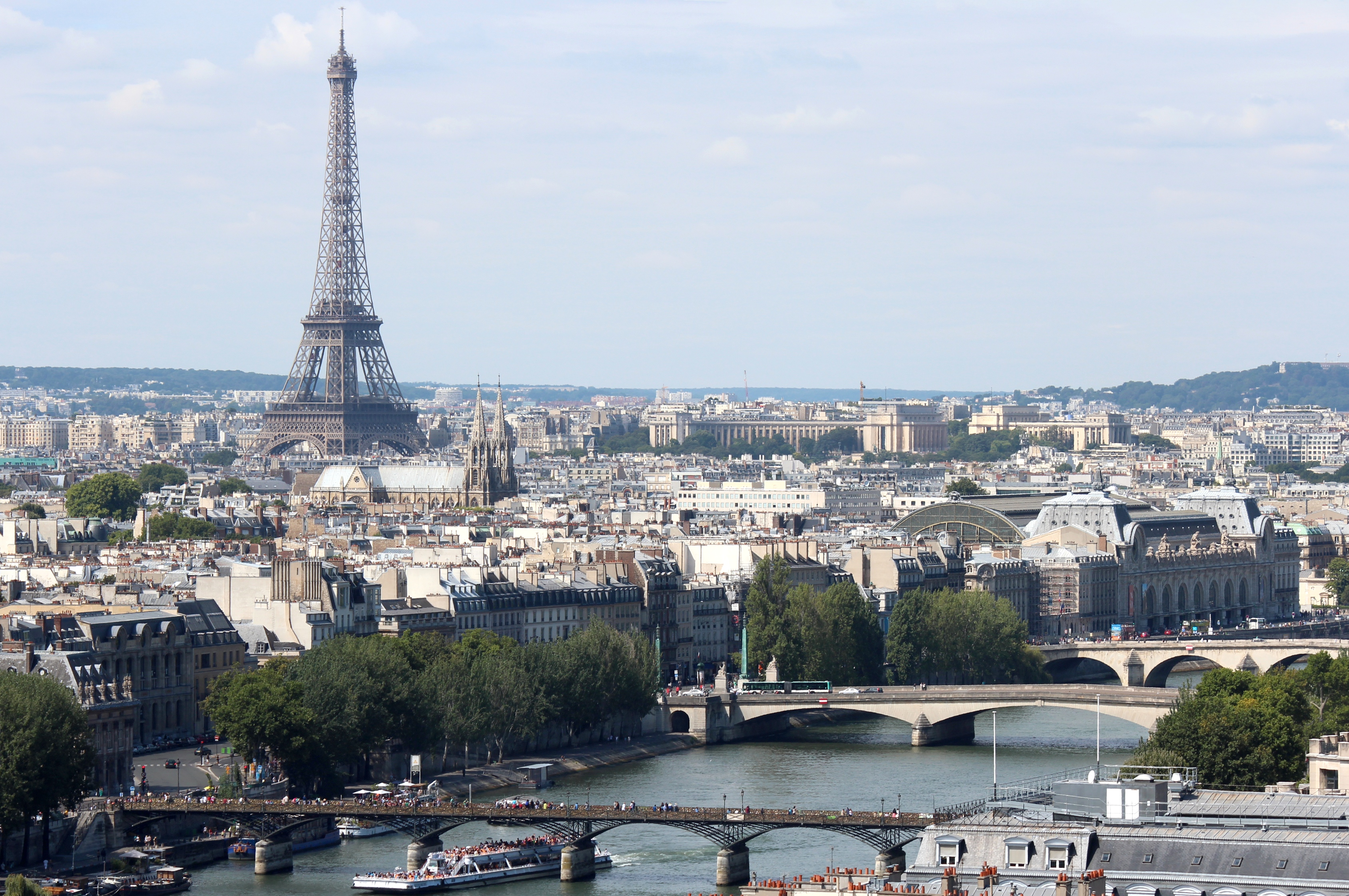
Paris, Frankrike.

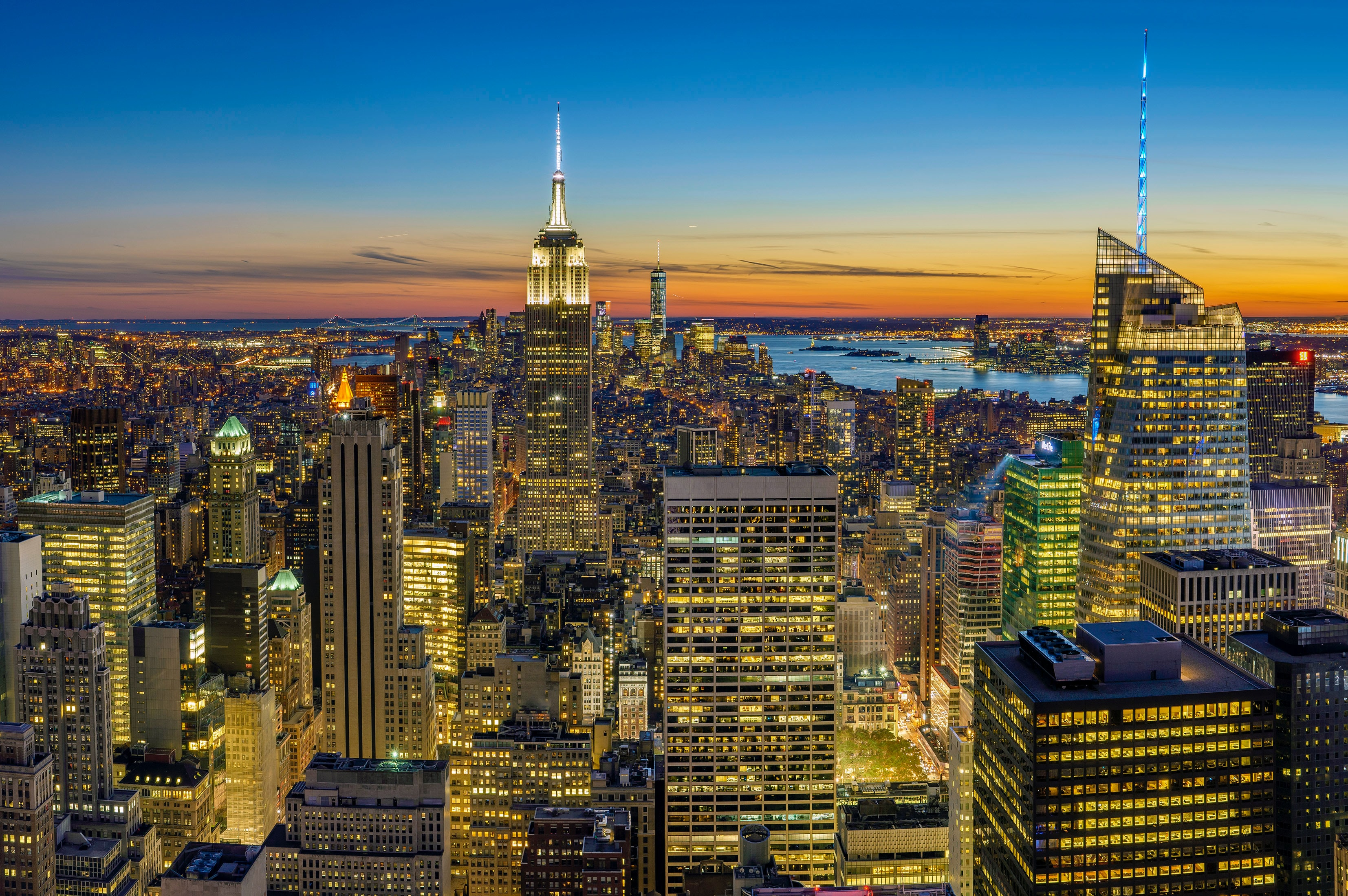
New York, USA.

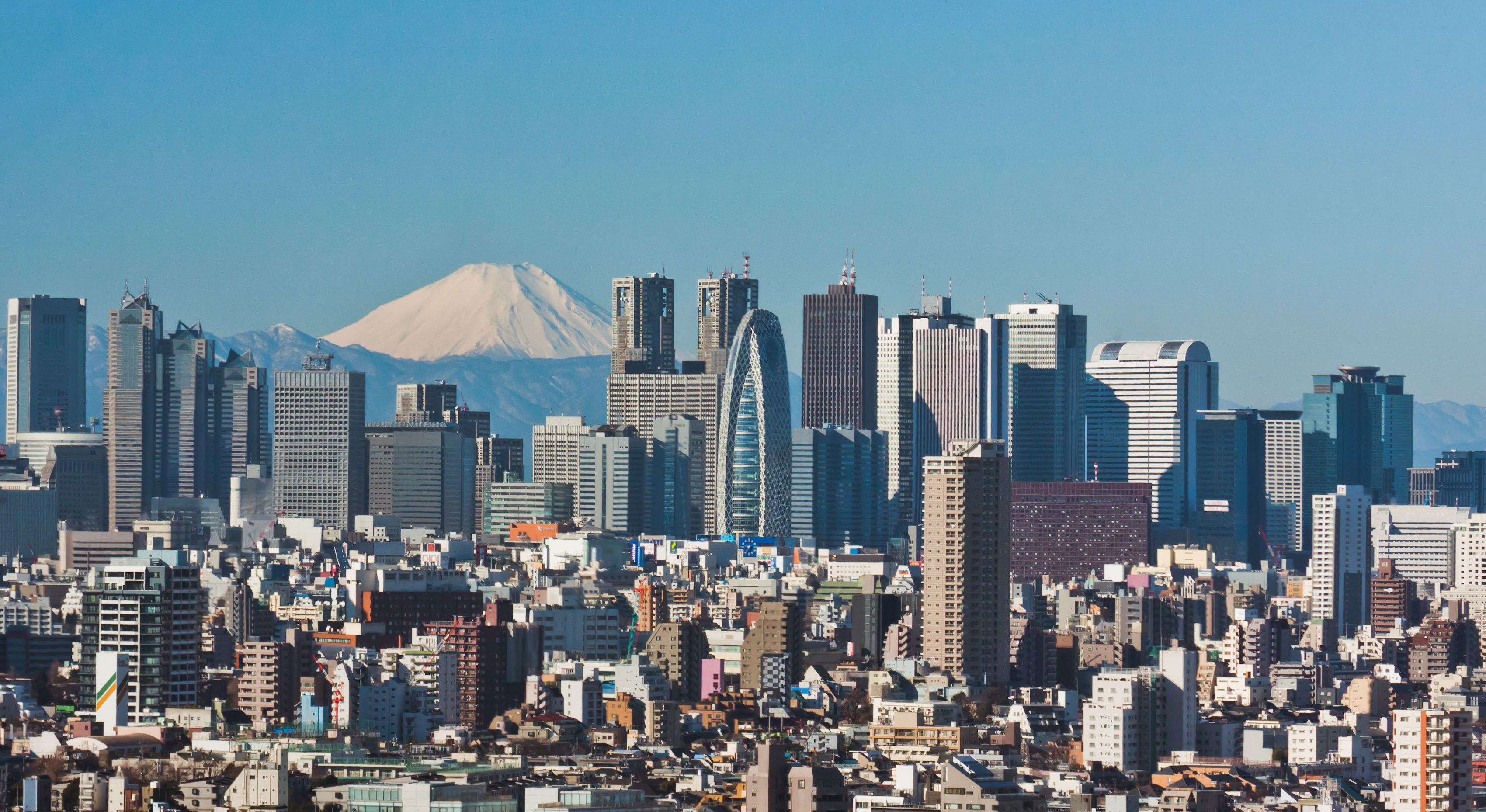
Tokyo, Japan.

En världsstad är en stad som spelar en avgörande roll i världen vad gäller kultur och ekonomi.
London, Paris, New York och Tokyo ses ofta som de fyra dominerande världsstäderna, åtminstone mätt efter ekonomisk makt. De ständigt växande städerna, sett till befolkning och ekonomi, gör att begreppet kan komma att utvidgas, det vill säga att flera av dagens sekundära städer tar klivet upp bredvid dagens fyra dominanter och att nya städer tillkommer under begreppet världsstad.
Kännetecknande för världsstäder är deras dominerade roll inom olika delar av samhället: där finns statliga departement, stora internationella koncerner, börsmarknader, storbanker och internationella organisationer.

## Studier
Globalization and World Cities Study Group & Network (GaWC) vid Loughborough University i Storbritannien har försökt att skapa kriterier för vad en världsstad är. Man har i en serie studier (senast 2012) gjort en sammanställning utifrån vissa specifika kriterier . Kriterierna i denna studie har inriktat sig på existensen av en rad företagstjänster: revisionsbyråer, reklambyråer, banker och juristfirmor. Detta är tjänster som stora företag, särskilt deras huvudkontor, har behov av. Man har alltså använt förekomsten av sådana företagstjänster i en stad som ett indirekt mått på hur många internationella företag som har etablerat sig där, och därmed som ett mått på dess ekonomiska betydelse. GaWC tänker sig världen som ett ekonomiskt nätverk av städer, snarare än en värld som definieras av nationsgränser, och en stads ekonomiska betydelse är kopplad till hur väl den är integrerad i det globala nätverket. De städer som betraktas som världsstäder av GaWC, är alltså huvudsakligen städer som är internationella affärs- och finanscentra. Kulturella, politiska eller demografiska aspekter har inte beaktats. Det finns således ett flertal huvudstäder och stora miljonstäder, som inte uppfyller GaWC:s kriterier för en världsstad.
Den senaste studien, från 2012, omfattar 526 städer, samt 175 firmor som tillhandahåller avancerade företagstjänster. 182 av dessa städer uppfyller kriterierna för en världsstad, och de har placerats i en hierarki som består av flera nivåer. Ytterligare 125 städer har placerats i kategorierna High sufficiency ("Hög tillräcklighet") och Sufficiency ("Tillräcklighet"). Detta är städer som inte uppfyller kriterierna för en världsstad, men som kan erbjuda tillräckligt många företagstjänster för att inte vara alltför beroende av en världsstad. Klassificeringen ser ut som följer:

### Alfa-världsstäder
- Alfa++: London, New York
- Alfa+: Dubai, Hongkong, Paris, Peking, Shanghai, Singapore, Sydney, Tokyo
- Alfa: Amsterdam, Bombay, Bryssel, Chicago, Frankfurt, Kuala Lumpur, Los Angeles, Madrid, Mexico City, Milano, Moskva, São Paulo, Toronto
- Alfa−: Atlanta, Bangkok, Barcelona, Boston, Buenos Aires, Dublin, Istanbul, Jakarta, Johannesburg, Melbourne, Miami, München, New Delhi, Prag, San Francisco, Seoul, Stockholm, Taipei, Warszawa, Washington, Wien, Zürich

### Beta-världsstäder
- Beta+: Aten, Bangalore, Beirut, Berlin, Budapest, Bukarest, Dallas, Düsseldorf, Guangzhou, Hamburg, Houston, Kairo, Kapstaden, Kiev, Köpenhamn, Lima, Lissabon, Luxemburg, Manila, Montréal, Philadelphia, Rom, Santiago, Tel Aviv

- Beta: Auckland, Bogotá, Brisbane, Caracas, Casablanca, Chennai, Doha, Genève, Helsingfors, Ho Chi Minh-staden, Karachi, Manchester, Montevideo, Oslo, Rio de Janeiro, Riyadh, Stuttgart, Vancouver

- Beta−: Abu Dhabi, Almaty, Amman, Antwerpen, Belgrad, Birmingham, Bratislava, Calcutta, Calgary, Cleveland, Denver, Detroit, Edinburgh, Guatemala City, Hanoi, Hyderabad, Kuwait City, Lagos, Lyon, Manama, Minneapolis, Monterrey, Nairobi, Nicosia, Panama City, Perth, Port Louis, Quito, Riga, Rotterdam, San Diego, San José (Costa Rica), Seattle, Shenzhen, Sofia, Tunis

### Gamma-världsstäder
- Gamma+: Adelaide, Baltimore, Bristol, Charlotte, Durban, George Town (Caymanöarna), Guayaquil, Islamabad, Jidda, Köln, Lahore, Osaka, Phoenix, San Salvador, Santo Domingo, St. Louis, St. Petersburg, Tampa, Zagreb

- Gamma: Ankara, Baku, Belfast, Cincinnati, Colombo, Glasgow, Guadalajara, Leeds, Ljubljana, Marseille, Milwaukee, Muskat, Raleigh, San Jose (USA), San Juan, Tallinn, Valencia, Vilnius

- Gamma−: Accra, Ahmedabad, Alger, Asunción, Columbus, Dar es-Salaam, Göteborg, Kansas City, Kraków, La Paz, Leipzig, Malmö, Managua, Nantes, Orlando, Portland, Porto, Pune, Sevilla, Tianjin, Turin, Utrecht

### Städer med hög tillräcklighet
Abidjan, Austin, Belo Horizonte, Bilbao, Chengdu, Chongqing, Curitiba, Dakar, Dhaka, Douala, Dresden, Edmonton, Gaborone, Haag, Hangzhou, Hartford, Indianapolis, Kampala, Lausanne, Lille, Lusaka, Nanjing, Nassau, Newcastle, Nürnberg, Ottawa, Pittsburgh, Porto Alegre, Poznań, Qingdao, Querétaro, Richmond, Salt Lake City, Skopje, Southampton, Strasbourg, Tegucigalpa, Tijuana, Tirana, Wellington, Wrocław

### Städer med tillräcklighet
Aberdeen, Abuja, Alexandria, Bandar Labuan, Bern, Birmingham (USA), Bologna, Bordeaux, Brasília, Bremen, Busan, Cali, Campinas, Canberra, Cardiff, Cebu City, Chișinău, Christchurch, Córdoba, Dalian, Dammam, Des Moines, Florens, Fukuoka, Genua, George Town (Pinang, Malaysia), Graz, Greensboro, Haifa, Halifax, Hamilton, Hannover, Harare, Izmir, Jacksonville, Jerevan, Jerusalem, Johor Baharu, Juárez, Kaohsiung, Kingston, Las Vegas, León, Linz, Liverpool, Luanda, Ludwigshafen, Macao, Madison, Maputo, Medellín, Memphis, Minsk, Montpellier, Nagoya, Nashville, Neapel, New Orleans, Nice, Nottingham, Phnom Penh, Port of Spain, Pretoria, Providence, Puebla, Recife, Reykjavik, Rochester, Sacramento, Salvador, San Antonio, Santa Cruz, Sheffield, Surabaya, Tasjkent, Tbilisi, Toulouse, Tulsa, Windhoek, Winnipeg, Wuhan, Xiamen, Xi'an, Århus

### Fördelning efter världsdel
| Typ                | Europa | Nordamerika | Latinamerika & Västindien                                                                                                | Östasien                                                               | Syd- & Sydöstasien                                                        | Mellanöstern & Centralasien                        | Afrika                                                        | Oceanien               |
| ------------------ | --- | --- | --- | ---------------------------------------------------------------------- | ------------------------------------------------------------------------- | -------------------------------------------------- | ------------------------------------------------------------- | ---------------------- |
| Alfa++             | London | New York | |                                                                        |                                                                           |                                                    |                                                               |                        |
| Alfa+              | Paris | | | Hongkong, Peking, Shanghai, Tokyo                                      | Singapore                                                                 | Dubai                                              |                                                               | Sydney                 |
| Alfa               | Amsterdam, Bryssel, Frankfurt, Madrid, Milano, Moskva | Chicago, Los Angeles, Toronto | Mexico City, São Paulo                                                                                                   |                                                                        | Bombay, Kuala Lumpur                                                      |                                                    |                                                               |                        |
| Alfa−              | Barcelona, Dublin, Istanbul, München, Prag, Stockholm, Warszawa, Wien, Zürich | Atlanta, Boston, Miami, San Francisco, Washington | Buenos Aires | Seoul, Taipei                                                          | Bangkok, Jakarta, New Delhi                                               | Istanbul                                           | Johannesburg                                                  | Melbourne              |
| Beta+              | Aten, Berlin, Budapest, Bukarest, Düsseldorf, Hamburg, Kiev, Köpenhamn, Lissabon, Luxemburg, Rom | Dallas, Houston, Montréal, Philadelphia | Lima, Santiago | Guangzhou                                                              | Bangalore, Manila                                                         | Beirut, Tel Aviv                                   | Kairo, Kapstaden                                              |                        |
| Beta               | Genève, Helsingfors, Manchester, Oslo, Stuttgart | Vancouver | Bogotá, Caracas, Montevideo, Rio de Janeiro                                                                              |                                                                        | Chennai, Ho Chi Minh-staden, Karachi                                      | Doha, Riyadh                                       | Casablanca                                                    | Auckland, Brisbane     |
| Beta−              | Antwerpen, Belgrad, Birmingham, Bratislava, Edinburgh, Lyon, Nicosia, Riga, Rotterdam, Sofia | Calgary, Cleveland, Denver, Detroit, Minneapolis, San Diego, Seattle | Guatemala City, Monterrey, Panama City, Quito, San José                                                                  | Shenzhen                                                               | Calcutta, Hanoi, Hyderabad                                                | Abu Dhabi, Almaty, Amman, Kuwait City, Manama      | Lagos, Nairobi, Port Louis, Tunis                             | Perth                  |
| Gamma+             | Bristol, Köln, St. Petersburg, Zagreb | Baltimore, Charlotte, Phoenix, St. Louis, Tampa | George Town, Guayaquil, San Salvador, Santo Domingo                                                                      | Osaka                                                                  | Islamabad, Lahore                                                         | Jidda                                              | Durban                                                        | Adelaide               |
| Gamma              | Belfast, Glasgow, Leeds, Ljubljana, Marseille, Tallinn, Valencia, Vilnius | Cincinnati, Milwaukee, Raleigh, San Jose | Guadalajara, San Juan |                                                                        | Colombo                                                                   | Ankara, Baku, Muskat                               |                                                               |                        |
| Gamma−             | Göteborg, Kraków, Leipzig, Malmö, Nantes, Porto, Sevilla, Turin, Utrecht | Columbus, Kansas City, Orlando, Portland | Asunción, La Paz, Managua                                                                                                | Tianjin                                                                | Ahmedabad, Pune                                                           |                                                    | Accra, Alger, Dar es-Salaam                                   |                        |
| Hög tillräcklighet | Bilbao, Dresden, Haag, Lausanne, Lille, Newcastle, Nürnberg, Poznań, Skopje, Southampton, Strasbourg, Tirana, Wrocław | Austin, Edmonton, Hartford, Indianapolis, Ottawa, Pittsburgh, Richmond, Salt Lake City | Belo Horizonte, Curitiba, Nassau, Porto Alegre, Querétaro, Tegucigalpa, Tijuana                                          | Chengdu, Chongqing, Hangzhou, Nanjing, Qingdao                         | Dhaka                                                                     |                                                    | Abidjan, Dakar, Douala, Gaborone, Kampala, Lusaka             | Wellington             |
| Tillräcklighet     | Aberdeen, Bern, Bologna, Bordeaux, Bremen, Cardiff, Chișinău, Florens, Genua, Graz, Hannover, Linz, Liverpool, Ludwigshafen, Minsk, Montpellier, Neapel, Nice, Nottingham, Reykjavik, Sheffield, Tbilisi, Toulouse, Århus | Birmingham, Des Moines, Greensboro, Halifax, Hamilton, Jacksonville, Las Vegas, Madison, Memphis, Nashville, New Orleans, Providence, Rochester, Sacramento, San Antonio, Tulsa, Winnipeg | Brasília, Cali, Campinas, Córdoba, Juárez, Kingston, León, Medellín, Port of Spain, Puebla, Recife, Salvador, Santa Cruz | Busan, Dalian, Fukuoka, Kaohsiung, Macao, Nagoya, Wuhan, Xiamen, Xi'an | Bandar Labuan, Cebu City, George Town, Johor Baharu, Phnom Penh, Surabaya | Dammam, Haifa, Izmir, Jerevan, Jerusalem, Tasjkent | Abuja, Alexandria, Harare, Luanda, Maputo, Pretoria, Windhoek | Canberra, Christchurch |

## Bilder från finansdistrikten
| - London - New York - Tokyo - Frankfurt am Main | Bilder från nyare byggnader i Paris får inte visas på grund av fransk lag om Panoramafrihet |